# 阪神百貨店

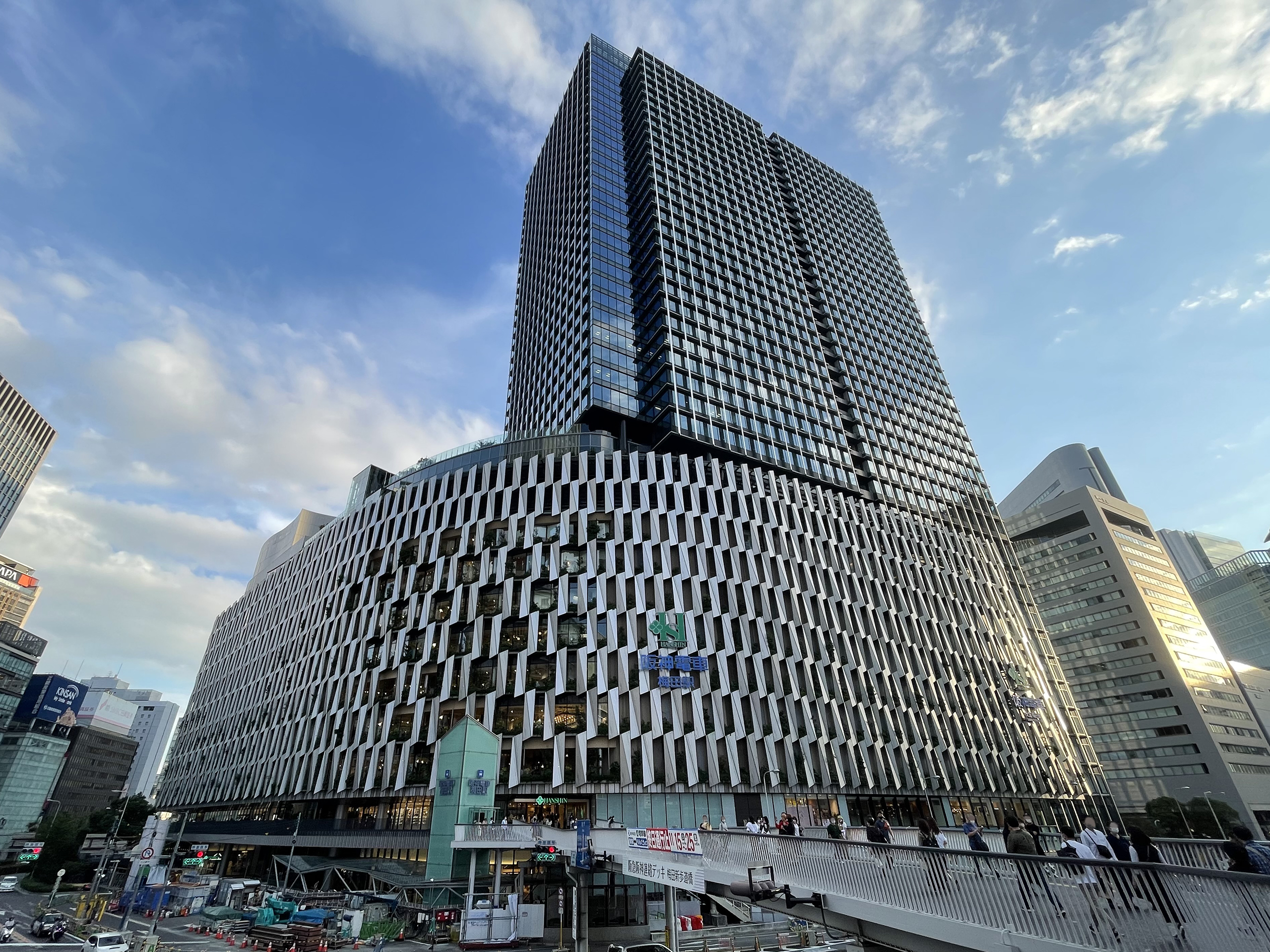
梅田本店

阪神百貨店（日语：／）是日本的百貨公司。以關西為基地，總店位在大阪市。為阪急阪神百貨店的子公司，屬於阪急阪神東寶集團旗下的H2O零售集團。

## 分店

### 直營
- 梅田本店（大阪市北区梅田）
- 西宮店（西宮市）
- 尼崎店（尼崎市）
- 御影店（神戶市東灘区御影中町）

### 已經關閉分店
- 三宮・阪神食品館（神戶市中央区）

### 合作店舖
- 漢神百貨（台灣高雄市）
- 縣民百貨店（熊本市，2011年結束合作關係）

## 關連項目
- 阪神虎

## 外部連結
- 阪神百貨店